# Болдвин (Луизијана)
Болдвин (енгл. Baldwin) град је у америчкој савезној држави Луизијана.

## Демографија
По попису из 2010. године број становника је 2.436, што је 61 (-2,4%) становника мање него 2000. године.
| Група             | 2000.         | 2010.         |
| Белци             | 790 (31,6%)   | 716 (29,4%)   |
| Афроамериканци    | 1.611 (64,5%) | 1.615 (66,3%) |
| Азијати           | 21 (0,8%)     | 16 (0,7%)     |
| Хиспаноамериканци | 37 (1,5%)     | 20 (0,8%)     |
| Укупно            | 2.497         | 2.436         |